# Chanel St. James
Chanel St. James, född 1 juni 1972 i Phoenix i Arizona, är en amerikansk porrskådespelerska.
Chanel St. James började sin karriär som strippa på Burboun Street Circus Ctrip Club i Phoenix. Hon gjorde sin debut som pornografisk skådespelerska i filmen Jennas Provocateur år 2006, vilken var porr-veteranen Jenna Jamesons första film som regissör. Efter att ha besökt inspelningsstudion sista inspelningsdagen blev hon erbjuden att göra en test-scen med McKenzie Lee. Jenna Jameson blev mycket imponerad och scenen inkluderades i filmen. Chanel St. James fick även ett kontrakt med ClubJenna.
År 2007 bestämde sig ClubJenna för att inte förlänga kontraktet för fyra av deras mest kända porrskådespelerskor, Chanel St. James, Sophia Rossi, McKenzie Lee och Ashton Moore.